# Magasin du Nord

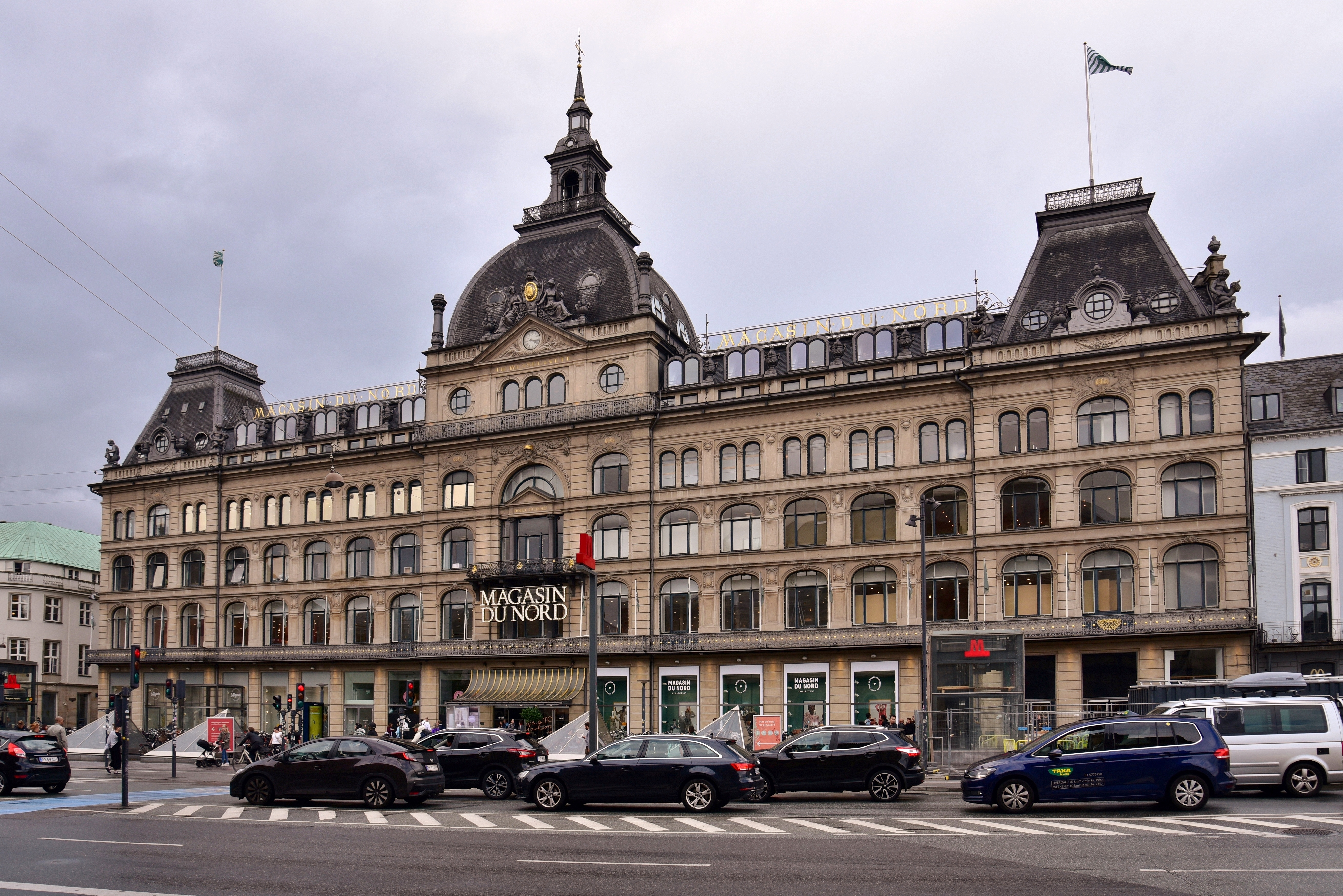
Magasin du Nord i Köpenhamn.

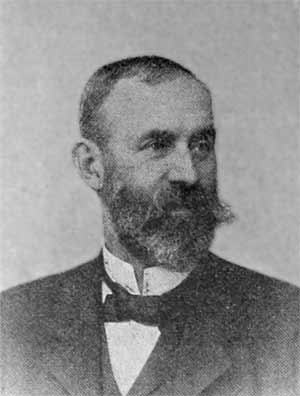
Theodor Wessel

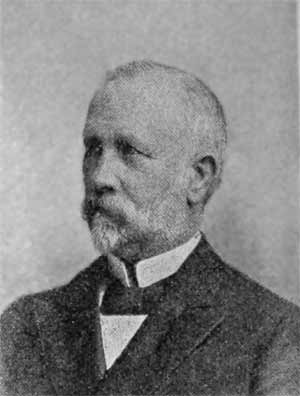
Emil Vett

A/S Th. Wessel & Vett, Magasin du Nord – eller i dagligt tal endast Magasin – är en dansk varuhuskedja med butiker vid Kongens Nytorv och Ørestad i Köpenhamn, i Lyngby, Rødovre, Odense, Aalborg och Århus (Immervad), samt online webbutiker i Danmark och Sverige. Koncernen sysselsatte 2005 omkring 1 650 heltidsanställda och hade räkenskapsåret 2004/05 en omsättning på 1 937 miljoner danska kronor.

## Historia
Företagets rötter går tillbaka till 1868, då Theodor Wessel och Emil Vett öppnade en manufakturaffär i Århus under namnet Emil Vett & Co. Butiken blev framgångsrik och flyttade 1871 till Immervad, där även det nuvarande varuhuset i Århus är beläget.
År 1870 öppnade bolaget en butik i Köpenhamn i hyrda lokaler ovanpå dåvarande Hotel du Nord, som var ett av dåtidens finaste hotell i Danmark, och där bl.a. H.C. Andersen hade bott under åren 1838-1847. Under de följande åren hyrde bolaget mer och mer av hotellbyggnaden och 1879 fick samtliga bolagets varuhus i Danmark namnet Magasin du Nord.
År 1889 hade Magasin tagit över hela det ursprungliga hotellet, 1893-94 revs detta och Hambros gård, och den nuvarande byggnaden i fransk nyrenässansstil uppfördes.
Bolaget öppnade filialer över hela Danmark. År 1892 fanns 50 filialer, och 1906 hade antalet ökat till 98. Åren 1911-25 fanns även en filial i Malmö (se vidare Wessels). På 1950-talet började antalet varuhus minska och så småningom återstod endast fem (numera sex). Bolaget börsnoterades 1952. Fram till mitten av 1990-talet ägdes bolaget av Theodor Wessels ättlingar via Magasin du Nords fond. År 1991 köptes konkurrenten Illum på Strøget i Köpenhamn.
Efter att ha gått med förlust i flera år råkade Magasin i ekonomiska svårigheter. Den största ägaren, Jyske Bank, ville inte bidra med medel och familjefonden saknade pengar. De två huvudägarna framlade 1999 en handlingsplan, som skulle ge familjen kontrollen över bolaget och finna en köpare till bankens ägarandel. För att minska sina skulder började bolaget 2001 att göra sig av med en rad egendomar och år 2003 såldes 80 procent av Illum till investmentbolaget Merrill Lynch.
År 2004 såldes fastigheterna där varuhusen på Kongens Nytorv och i Lyngby var inrymda, och i stället ingicks ett leasingavtal med återköpsrätt (ett så kallat sale and lease back-avtal).
Familjen lyckades inte återfå kontrollen, utan i november 2004 såldes koncernen till ett isländskt köparkonsortium, M-Holding, med bolaget Baugur Group i spetsen. I samband med detta återköpte Magasin fastigheten på Kongens Nytorv, och Magasin du Nords fond blev som del av uppgörelsen delägare i denna. En rad småägare, vars aktier blev tvångsinlösta, beskyllde fonden för att ha sålt aktierna till ett för lågt pris för att i gengäld bli delägare till fastigheten.
År 2006 öppnade Magasin ett helt nytt varuhus i shoppingcentret Field's i Ørestad på Amager.

## Galleri

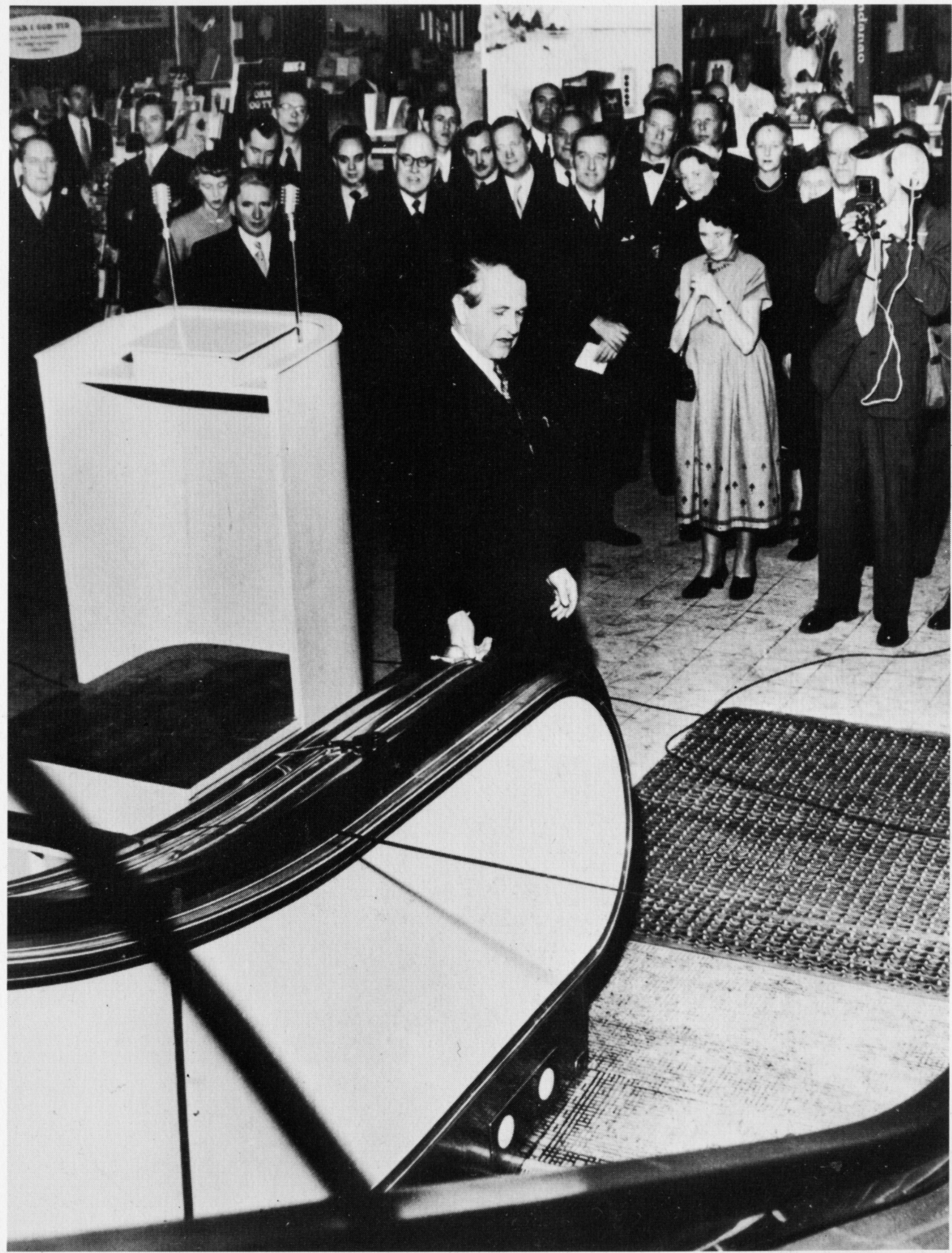
Invigning av första rulltrappan 1952.
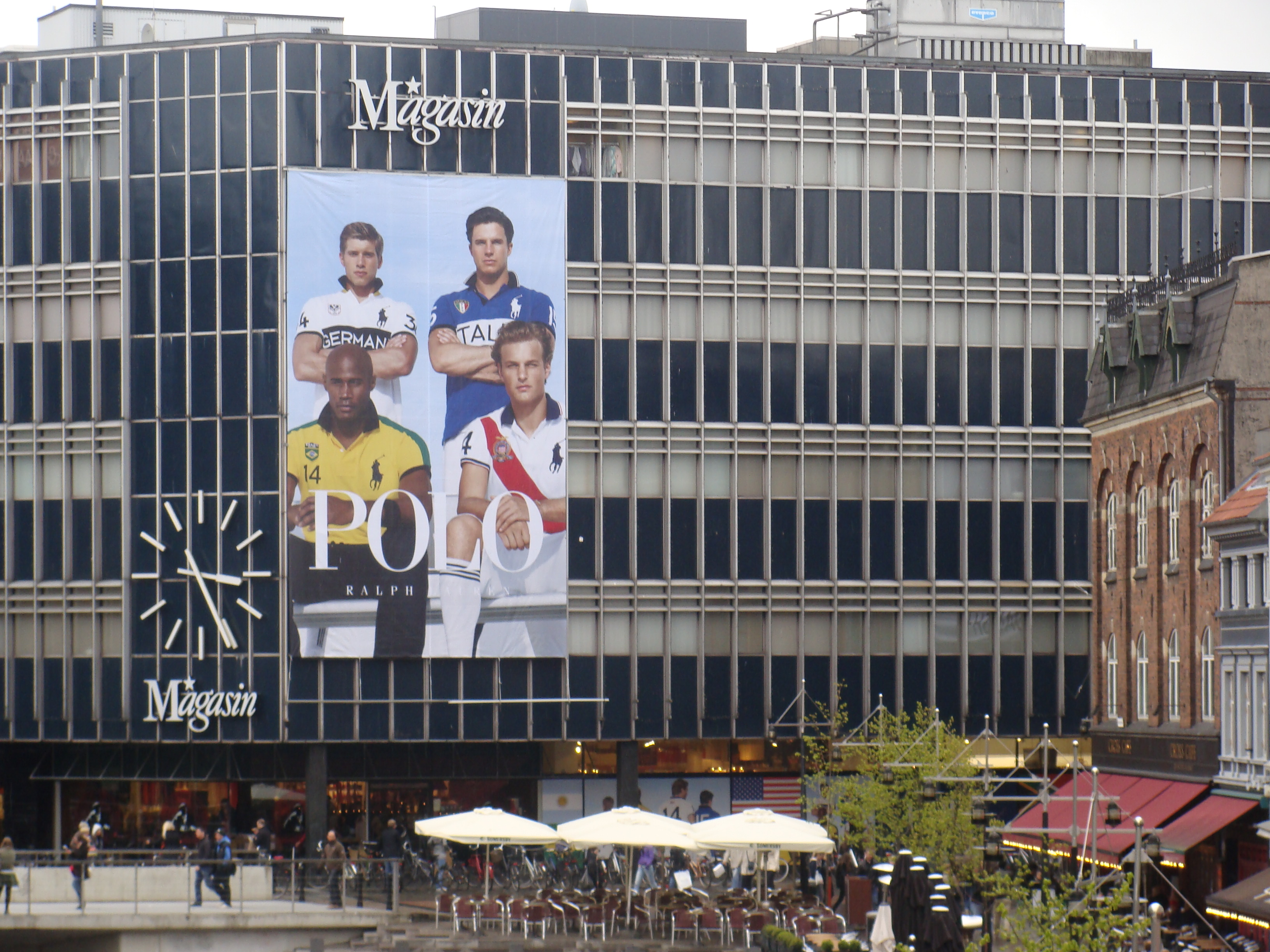
Magasin i Århus.